# Сейни
Се́йни (пол. Sejny МФА: [ˈsɛi̯nɨ], лит. Seinai) — місто в північно-східній Польщі, на річці Мариха.
Адміністративний центр Сейненського повіту Підляського воєводства.

## Демографія
Демографічна структура станом на 31 березня 2011 року:
|          | Загалом | Допрацездатний вік | Працездатний вік | Постпрацездатний вік |
| -------- | ------- | ------------------ | ---------------- | -------------------- |
| Чоловіки | 2713    | 579                | 1860             | 274                  |
| Жінки    | 2996    | 522                | 1805             | 669                  |
| Разом    | 5709    | 1101               | 3665             | 943                  |